# Satyria panurensis
Satyria panurensis là một loài thực vật có hoa trong họ Thạch nam. Loài này được (Benth. ex Meisn.) Benth. & Hook.f. ex Nied. miêu tả khoa học đầu tiên năm 1890.